# Faheem Khan (político)
Faheem Khan é um político paquistanês que é membro da Assembleia Nacional do Paquistão desde agosto de 2018.

## Carreira política
Ele foi eleito para a Assembleia Nacional do Paquistão pelo círculo NA-241 (Korangi Karachi-III) como candidato do Movimento Paquistanês pela Justiça nas eleições gerais de 2018 no Paquistão.